# 本田正信
本田 正信（ほんだ まさのぶ、1901年 - 没年不明）は、日本の教育者。山口県出身。

## 経歴
1901年山口県。台湾総督府台北師範学校（現在の台北教育大学）を卒業後、1924年から2年間台北師範学校附属小学校で訓導、1926年に東京滝野川尋常高等小学校(現在の北区立滝野川小学校)に転出、1926‐1938年の12年間在任。滝野川尋常高等小学校を転出後、1938年4月からは深川尋常小学校(現在の江東区深川小学校)に赴任。1947年には地元山口県の美祢市立豊田前中学校(2019年度美祢市立大嶺中学校に統合)の第三代校長(1950‐1955年)をつとめ、校歌の作詞者として名を残している。
本田は1930年に論文が『小学校』に掲載されて以降、1945年までに『教育論叢』、『郷土研究』を中心に60本を超える論文が教育雑誌上に発表されており、受持学級の実践記録に関する論文が数多く残っている。その他にも『母への教育報告』、『躾物語』、『やさしく解いた臣民の道』など著書は多数に及び、台湾の教育雑誌である『第一教育』にも、複数の論文を寄稿している。

## 著作
- 瀬川頼太郎・本田正信、『母への教育報告』、学芸社、1936年
- 本田正信、『躾物語』、三井出版商会、1942年
- 教学局編、本田正信解説『やさしく解いた臣民の道』研又書院、1942年